# Filarmonica „Mihail Jora” din Bacău
Filarmonica „Mihail Jora” din Bacău a fost înființată în 1956 și este compusă din 75 de muzicieni.